# Uluguroscia madagascariensis
Uluguroscia madagascariensis är en kräftdjursart som beskrevs av Franco Ferrara och Stefano Taiti 1985E. Uluguroscia madagascariensis ingår i släktet Uluguroscia och familjen Philosciidae. Inga underarter finns listade i Catalogue of Life.